# ピコタン
ピコタン（ぴこたん）とは、明治製菓（現：株式会社明治）によってかつて発売されていた棒状のウエハースチョコお菓子、加えてそれにいわゆる「おまけ」として封入されたプラスチック製の人形のこと。発売開始時期は1974年。

## ピコタン人形（おまけ）

### 遊び方
主たる遊び方としては、ピコタンを複数集めて、各個体の手・足・頭の結合部分同士をジョイントし、遊び手の思うがままにピコタン集合体を形成していく、というもの。

### ピコタン人形の偽物
販売が好調だったこともあり、ピコタンの偽物が出回ったことがあった。以後そのせいか裏面に「明治製菓」という字が刻印されるようになる。

### デザイン
大きく分けて前期と後期2種類のバージョンが存在し、同じモデルでも服装や表情が異なっている。
後期は、動物をイメージした「どうぶつピコタン」と、スポーツをイメージした「うんどうかいピコタン」の2種類がある。

## 後継
本製品の後継が2種類発売、いずれもお菓子はウエハースチョコだが、おまけ人形は異なっている。

### カニタン
1977年発売。おまけはカニをイメージした人形で、足を開閉するとハサミも開閉し、目玉が動く。足とハサミの結合部をジョイント出来、足を動かす事でマジックハンドの様に動く。なお1985年からはスナック菓子に変更された。

### カメタン
1978年発売。カメをイメージした人形がおまけで、前足を押すと頭が出て口が開く。口は別のカメタン人形のシッポを咥えられる。